# Joan Chanon
Joan Chanon (Mirapeis, País de Foix, 1480 - Monestir de Montserrat, Monistrol de Montserrat, Bages, 1568) fou un eclesiàstic occità.
El 1544 renuncià a la vicaria de Mirapeis, la seva vila natal, i esdevingué monjo benedictí. El 1512 Joan Chanon ingressà al Monestir de Montserrat. Exercí de mestre de novicis a diversos monestirs hispànics i fou confessor de pelegrins a Montserrat. D'aquesta manera, esdevingué el confesor i director espiritual d'Ignasi de Loiola, durant la seva estada al santuari montserratí a l'inici de la seva conversió el març de 1522. La seva fama arribà a oides del rei Joan III de Portugal, qui li encarregà la reforma d'un monestir cistercenc lusità del qual fou nomenat abat.